# 叉枝牛角兰
叉枝牛角兰（学名：Ceratostylis himalaica）为兰科牛角兰属下的一个种。